# تفکر خلاقانه
تفکر خلاقانه (انگلیسی : Creative Thinking)

## مشخصات تفکر خلاقانه
تفکر خلاقانه تعدادی مشخصات از جمله موارد زیر دارد:

### اصالت
فکر کردنی که در آن هیچ سوابق روشنی وجود ندارد. اصالت به‌تنهایی برای اثبات شایستگی گذر از تفکر خلاق کافی نیست. بعضی از این گذرها ممکن است بسیار اصیل، اما در غیر این صورت غیرعقلانی یا نامتعارف باشند. این یکی از دلایلی است که چرا عموماً استناد به حدنصابی از ملاک‌ها لازم است. 

### بهره‌وری
تفکر پربار نوعی تفکر است که در صورت به‌‌کارگیری در موقعیت‌های مسئله‌آفرین، معمولاً نتایج موفقیت‌آمیزی به بار می‌آورد. چنین تفکری مفهومی ارزشی است که به‌شدت متکی به ملاحظات پیامدگرایانه است.

### تخیل
تخیل یعنی تصور کردن دنیایی ممکن یا تصور کردن جزئیات چنین دنیایی یا سفری که ممکن است برای رسیدن به چنین دنیایی طی شود. اقامت در دنیاهای دیگر ــ آن‌ها را برای اقامت در اختیار دیگران گذاشتن نیز ــ کار ساده‌ای نیست. آنچه اهمیت دارد آن است که کاوشگران عالَم امکان، باید حتی‌الامکان حس واقع‌نگری خود را حفظ کنند، همان‌طور که کاوشگران جهان قابل‌درک (حسی) باید تخیل خود را نسبت به آن ادارکات حفظ کنند. 

### استقلال
متفکران خلاق کسانی هستند که به قول ما «برای خود فکر می‌کنند» و تسلیم طرز فکر توده‌ی مردم نیستند. در موقعیت‌هایی که دیگران حاضرند بدون تأملِ بیشتر به راه خود ادامه دهند، متفکران مستقل تمایل به پرسیدن دارند. وقتی نوبتِ پاسخ دادنِ متفکران مستقل می‌رسد، به‌صورت مکانیکی و بی‌ملاحظه پاسخ نمی‌دهند، بلکه قبل‌از پاسخ دادن به سؤال آن را کاملاً بررسی می‌کنند.

### آزمون
تفکر خلاق تفکری فرضیه‌محور است نه قاعده‌محور. به‌علاوه، لازم نیست فرضیه‌ها کامل شکل بگیرند. فرضیه‌ها ممکن است ساده یا ابتدایی باشند. آن‌ها طرح‌های آزمایشی، طرح‌واره‌های موقتی برای رسیدگی هستند، «واقعیت‌هایی که باید آزمایش شوند.» تفکر خلاق مستلزم تلاش مستمر یا آزمایش و جست‌وجو برای پشتیبانی محکم از فرضیه است تا آن را اثبات کند.

### کل‌گرایی
شخصیت نوظهور کل، در تفکر خلاق نقش مهمی در انتخاب تدریجی بخش‌های اضافی ایفا می‌کند. بنابراین، محصول نهایی همواره بافتی از روابط جزء ـ کل و هدف ـ وسیله است که معانی خاص خود را به محصول می‌دهد. آنچه فوراً ارائه نشده است، میزان یکسان بودن «کل» با «جنبه‌ی اولیه» است. 

### بیان
تفکر خلاق بیانگر متفکر و چیزی است که درباره‌ی آن فکر می‌شود. تفکر خلاقانه درباره‌ی درختی که فرد آن را به‌طور حسی درک می‌کند، شخصیت درخت و متفکر را آشکار می‌سازد، به این دلیل که تفکر خلاق بیان را از همان تجربه‌ای انتزاع می‌کند که درخت در آن درک می‌شود. 

### تعالی فردی
بی‌قراری تفکر خلاق خود را در تلاش برای فراتر رفتن از سطح پیشین خود آشکار می‌کند. هر هنرمندی آگاه است که هر اثر موفق واکنشی به همه‌ی آثار تولید‌شده‌ی قبلی است. عدم تلاش برای فراتر رفتن از دستاوردهای پیشین خطر درگیر شدن در شکلی از کندوکاو را به همراه دارد که فاقد یکپارچگی (صداقت اخلاقی) است. 

### غافل‌گیری
معنای اصالت در پیامدهای آن نهفته است و غافل‌گیری یکی از همین پیامدهاست، وقتی اصالت فقط بدیع نباشد بلکه تازه باشد. هرچند تفکرِ نظری به‌دنبال درک است، تفکر خلاق از آن سرپیچی می‌کند و به این وسیله حیرت و شگفتی ایجاد می‌کند.

### زایایی
تفکر خلاق نه‌تنها محرکی برای رضایت‌مندی، لذت، شادی و خوشی در دیگران است، بلکه در برخی موارد خلاقیت دیگران را نیز تحریک می‌کند. اما این کار باید با احتیاط انجام شود، چون گاهی ممکن است مانع خلاقیت دیگران شود. مثلاً، معلمی که خلاقانه فکر می‌کند الگوی باارزشی برای دانش‌آموزانش به حساب می‌آید. با‌این‌حال، سخنوران برجسته سرنخ‌های بسیار کمی درباره‌ی چگونگی پدید آمدن چنین آمیختگی از ایده‌های درخشان خود در اختیار مخاطبین قرار می‌دهند. اما اگر معلمی به فکر تشویق دانش‌آموزان است تا برای خودشان فکر کنند، در پی ایجاد شرایط مسئله‌آفرینی خواهد بود که اگر دانش‌آموزان بخواهند متفکران خلاق و مستقل شوند، مجبور شوند از طریق خودشان فکر کنند. 

### زایش‌یاری
زایش‌یارها چنان حساب‌شده فکر و عمل می‌کنند که بهترین‌ها را در جهان پدید آورند. چنین افرادی مانند ماماها (قابله‌ها)[10] هستند که فرزندان انسانی یا فکری را به دنیا می‌آورند یا به طبیعت در تلاش‌هایش به انجام این کار کمک می‌کنند. زایش‌یاری روشی برای مشخص کردن تفکر معلمی است که دغدغه‌ی بیرون آوردن فکر و بیان دانش‌آموزانش را دارد. 

### ابداعی
ایده را می‌توان به‌عنوان یک راه‌حل ممکن برای یک مسئله دانست، و تفکر ابداعی شامل بسیاری از مسائل و بسیاری از ایده‌های نویدبخش مرتبط است. چنین تفکری را می‌توان ابداعی توصیف کرد حتی اگر منجر به آزمایش‌هایی شود که ناموفق باشند. بنابراین یک منتقد معاصر (چارلز روزن) می‌تواند درباره‌ی موسیقی ویوالدی بگوید «به‌جز ایده‌ها نیست» و یک فیلسوف، کارِ برتراند راسل را «‌‌‌صرفاً درخشان» توصیف کند. به عبارت دیگر، یک جریان پربار از راه‌های جایگزین را می‌توان ابداعی قلمداد کرد، اما برای‌اینکه خلاقانه محسوب شوند باید ملاک‌های دیگری هم داشته باشند. ابداع ممکن است شرط لازم برای خلاقیت باشد اما شرط کافی نیست.
هیچ‌چیز خارق‌العاده‌ای درباره‌ی این فهرست توصیف‌کننده‌ی دوازده‌تایی وجود ندارد. بدیهی است که می‌توانست تعدادش بیشتر یا کمتر شود. آنچه مفید است یاد بگیریم این است که تا چه اندازه موارد فهرست‌شده در اینجا خلاصه‌ا‌ی از ارزش‌های موجود در تفکر خلاق هستند یا تا چه اندازه عمومی و برگرفته از ارزش‌های مشخص و خاص‌ترند. شک دارم هر دو باشد.